# George Ryga
 (avril 2017).
Si vous disposez d'ouvrages ou d'articles de référence ou si vous connaissez des sites web de qualité traitant du thème abordé ici, merci de compléter l'article en donnant les références utiles à sa vérifiabilité et en les liant à la section « Notes et références ».
George Ryga, né le 27 juillet 1932 à Deep Creek, près d'Athabaska en Alberta et mort le 18 novembre 1987 à Summerland en Colombie-Britannique, est un dramaturge, poète, parolier et romancier canadien.

## Biographie
Né à Deep Creek, près d'Athabaska en Alberta dans une famille de pauvres immigrés ukrainiens, il dû arrêter l'école à la sixième année pour des raisons financières. Il a ensuite occupé une variété d'emplois. Étudiant comme il le peut, il reçoit une bourse pour étudier à l'École des beaux arts de Banff. En 1955 il voyage en Europe, où il travaille pour la BBC et assiste à la Conférence mondiale pour la paix à Helsinki. L'année suivante, il retourne au Canada, à Edmonton et publie son premier livre, un recueil de poèmes; Song of My Hands.
Sa première pièce de théâtre, Indian, est télévisée en 1961. Il acquiert l'attention nationale canadienne en 1967 avec sa pièce Rita Joe (The ecstasy of Rita Joe), jouée entre autres à Vancouver, Ottawa, Montréal et Washington, et transformée en ballet par le Ballet royal de Winnipeg en 1971. La pièce a également été adaptée en français par Gratien Gélinas, et produite à Montréal de 1969 à 1970, notamment à la Comédie Canadienne,,. George Ryga adapte pour la télévision de Radio-Canada sa pièce Sunrise on Sarah, qui sera traduite en français par l'écrivain et homme des médias Hubert Aquin. Le téléthéâtre est présenté le 13 janvier 1974 dans le cadre des Beaux dimanches sous le titre Une femme en bleu au fond d’un jardin de pluie, (réalisation de Jean Faucher).
Il meurt en 1987 dans sa maison à Summerland en Colombie-Britannique. Sa maison est par la suite transformée en centre culturel et artistique, le Centre George Ryga. Le prix George Ryga pour la conscience sociale en littérature est donné aux auteurs de Colombie-Britannique dont une œuvre littéraire aborderait des thèmes sociaux signifiants.

## Œuvre
- 1956 : Song of My Hands
- 1963 : Hungry Hills
- 1966 : Ballad of a Stone-Picker
- 1970 : The Ecstasy of Rita Joe
- 1971 : The Ecstasy of Rita Joe and Other Plays
- 1973 : Sunrise on Sarah
- 1976 : Night Desk
- 1977 : Ploughman of the Glacier
- 1977 : Seven Hours to Sundown
- 1979 : Beyond the Crimson Morning
- 1982 : Two Plays: Paracelsus and Prometheus Bound
- 1984 : A Portrait of Angelica & A Letter to My Son
- 1985 : In the Shadow of the Vulture
- 1990 : The Athabasca Ryga
- 1992 : Summerland
- 2004 : George Ryga: The Other Plays (édité par James Hoffman)
- 2004 : George Ryga: The Prairie Novels (édité par James Hoffman)